# Koseč
Koseč este o localitate din comuna Kobarid, Slovenia, cu o populație de 68 de locuitori.